# Britannia Hospital
Pour plus de détails, voir Fiche technique et Distribution.
Britannia Hospital est un film britannique réalisé par Lindsay Anderson, sorti en 1982. Il est le dernier d'une trilogie ayant pour protagoniste Michael Travis, interprété par McDowell, et qui se compose de : If..., Le Meilleur des mondes possible et Britannia Hospital.
Le film débute alors que l'Angleterre est en plein conflit social et économique avec des émeutes et des attentats sanglants, le Britannia Hospital s'apprête à fêter ses 500 ans d'existence en recevant la reine mère pour une visite de ses différents services ainsi que pour l'inauguration d'un tout nouveau bâtiment réservé au mystérieux Professeur Millar.

## Synopsis
Une nouvelle aile de l'hôpital Britannia doit être ouverte par la reine (vraisemblablement la reine Élisabeth II mais uniquement appelée HRH), qu'elle doit visiter. Malheureusement, l'administrateur de l'hôpital, Potter, est confronté à une série de problèmes venant des manifestants qui protestent contre la présence d'un dictateur africain, venu comme patient VIP, d'auxiliaires en grève qui s'opposent aux exigences gastronomiques exotiques des patients privés de l'hôpital, des exigences protocolaires de l'entourage royal et du peu coopératif professeur Millar, le chef de la nouvelle aile. Plutôt que d'annuler la visite royale, Potter décide de sortir pour raisonner avec les manifestants et il conclut un accord avec le leader de la manifestation. Les patients privés de l'hôpital Britannia ainsi que le dictateur doivent être expulsés et, en retour, les manifestants autorisent l'entrée d'un certain nombre d'ambulances dans l'hôpital. Cependant, à l'insu des manifestants, ces ambulances contiennent en fait la reine mère et son entourage.
Pendant ce temps, Mick Travis, un journaliste, s'infiltre discrètement dans l'hôpital pour tourner un documentaire clandestin sur la nouvelle aile et ses pratiques douteuses. Il parvient à pénétrer à l'intérieur d'un laboratoire avec la complicité d'une jeune infirmière sympathique et commence à enquêter sur la sinistre expérimentation scientifique de Millar, y compris le meurtre d'un patient, Macready. Alors que le chaos s'ensuit à l'extérieur, Travis est découvert puis assassiné. Sa tête est alors utilisée dans le cadre d'une sinistre expérience de type Frankenstein qui tourne horriblement mal.
Tandis que la visite de la reine est accélérée au point de commencer la conférence de Millar pour échapper aux manifestants, ces derniers font alors irruption dans la nouvelle aile et tentent dans un premier temps de perturber la présentation de Millar sur son projet Genesis. Les interrompant, le scientifique les invite à s'assoir pour l'écouter. Prétendant avoir perfectionné le genre humain, il révèle au public ce qu'est Genèse, une Intelligence artificielle qui ressemble à un cerveau spongieux baignant dans du formol et câblé à des machines. Millar explique ensuite qu'il est cent mille fois plus puissant qu'un cerveau normal et que très prochainement, il sera placé sur une plaquette de silicium mesurant un huitième de millimètre carré. 
Devant la stupéfaction générale, Genesis parle pour la toute première fois d'une voix robotique et déclame Hamlet ; " Quel étonnant chef-d'œuvre que l'Homme ! Si noble en sa raison, si infini dans ses facultés, dans sa forme, dans ses mouvements, si réussi et admirable dans l'action, si semblable à un ange. Dans la compréhension si semblable à un dieu ", puis il répète en continu " Si semblable à un dieu ".

## Fiche technique
- Titre : Britannia Hospital
- Titre original : Britannia Hospital
- Réalisation : Lindsay Anderson
- Scénario : David Sherwin
- Photographie : Mike Fash
- Musique : Alan Price
- Production : Davina Belling, Clive Parsons et John Comfort
- Pays d'origine : Royaume-Uni
- Format : Couleur (Technicolor) - 1,85:1
- Genre : comédie noire
- Durée : 116 minutes
- Date de sortie : 27 mai 1982

## Distribution
- Malcolm McDowell (VF : Bernard Murat) : Mick Travis
- Leonard Rossiter : Vincent Potter
- Brian Pettifer : Biles
- John Moffatt : Greville Figg
- Fulton Mackay : le chef directeur Johns
- Vivian Pickles (VF : Martine Messager) : infirmière
- Barbara Hicks (VF : Ginette Frank) : Mme Tinker
- Graham Crowden : le professeur Millar
- Jill Bennett (VF : Jacqueline Cohen) : Dr. MacMillan
- Peter Jeffrey : Sir Geoffrey
- Mark Hamill (VF : José Luccioni) : Red
- Robbie Coltrane : un piqueteur
- Alan Bates : Mcready
- Joan Plowright : Phyllis Grimshaw
- T.P. McKenna : chirurgien
- Michael Medwin : chirurgien
- Marsha A. Hunt (VF : Maïk Darah) : l'infirmière Amanda Persil
- Dandy Nichols (VF : Marie Francey) : Florrie